# Médine (Mali)
Pour les articles homonymes, voir Médine (homonymie).
Médine est une ville du Mali, chef-lieu de la commune rurale de Hawa Dembaya, Cercle et région de Kayes, située sur la rive gauche du Sénégal, et à 12 km de Kayes, célèbre pour son fort construit à l’époque coloniale.

## Histoire
Elle fut construite par le roi Hawa Demba Diallo, qui régna sur le royaume du Khasso de 1805 à 1830. Le choix du site comme capitale qui fut successivement Fatola, s’est fait après la consultation d’un marabout maure. Médine s’appelle alors Médina Khasso.
En 1855, Faidherbe, gouverneur du Sénégal, en lutte avec les troupes d’El Hadj Oumar Tall, il signe un traité de paix avec la roi du Khasso Diuka Sambala Diallo et fait avec son accord construire le fort de Médine.
En avril 1857, El Hadj Oumar Tall déclare la guerre au souverain du Khasso et assiège le Fort de Médine pendant 97 jours. Le 18 juillet 1857, Faidherbe et son armée libèrent Médine.
En 1863, Médine devient chef-lieu de cercle avant de devenir la première capitale du Haut-Sénégal-Niger. Mais rapidement, la ville voisine de Kayes se développe au détriment de Médine. Kayes devient capitale du Haut Sénégal-Niger en 1892.

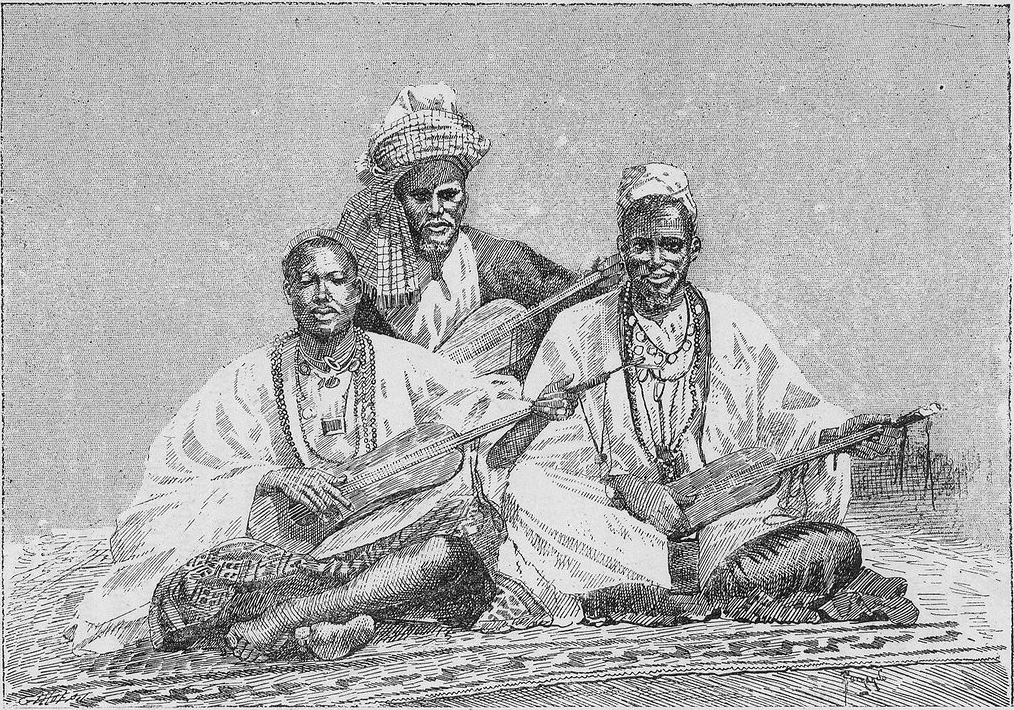
Griots de Sambala, roi de Médine (gravure de 1890)
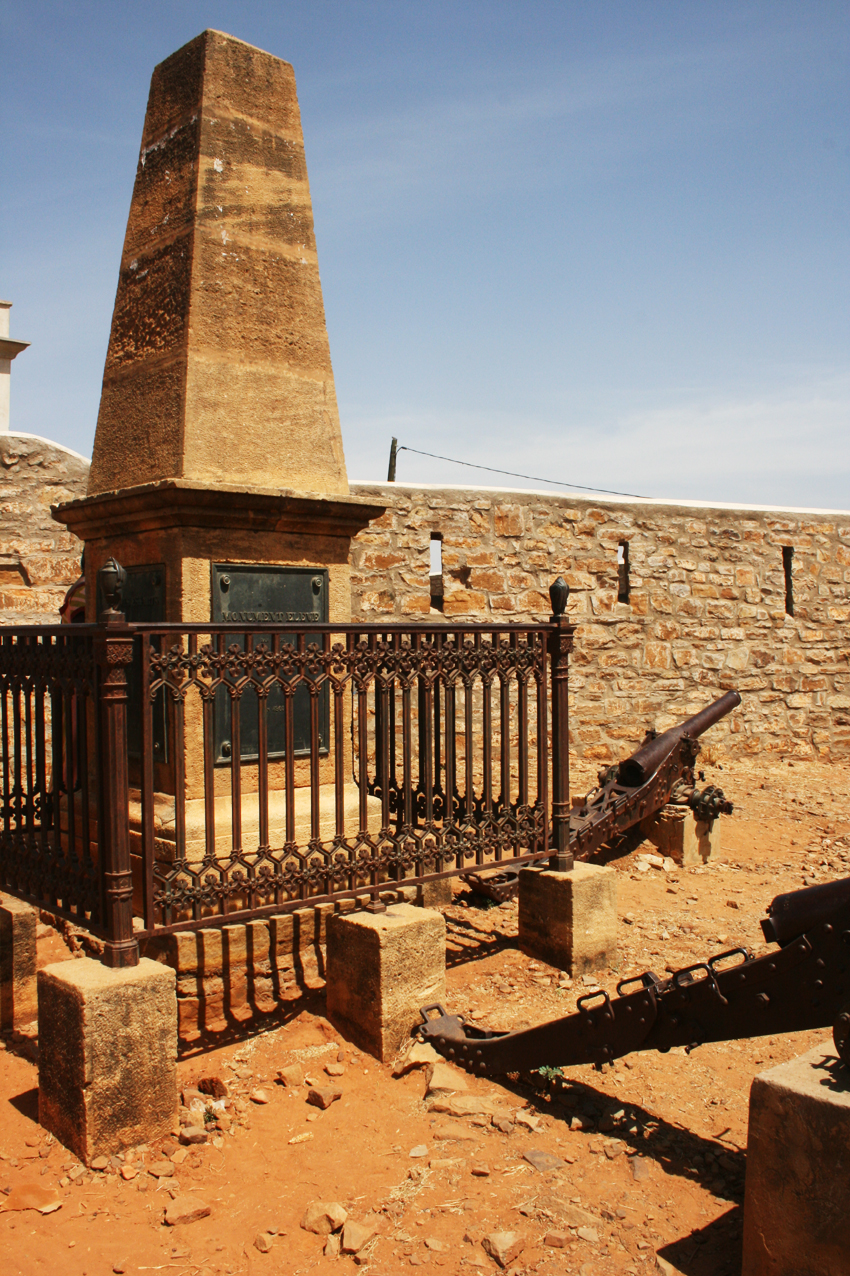
Canons au Fort de Médine
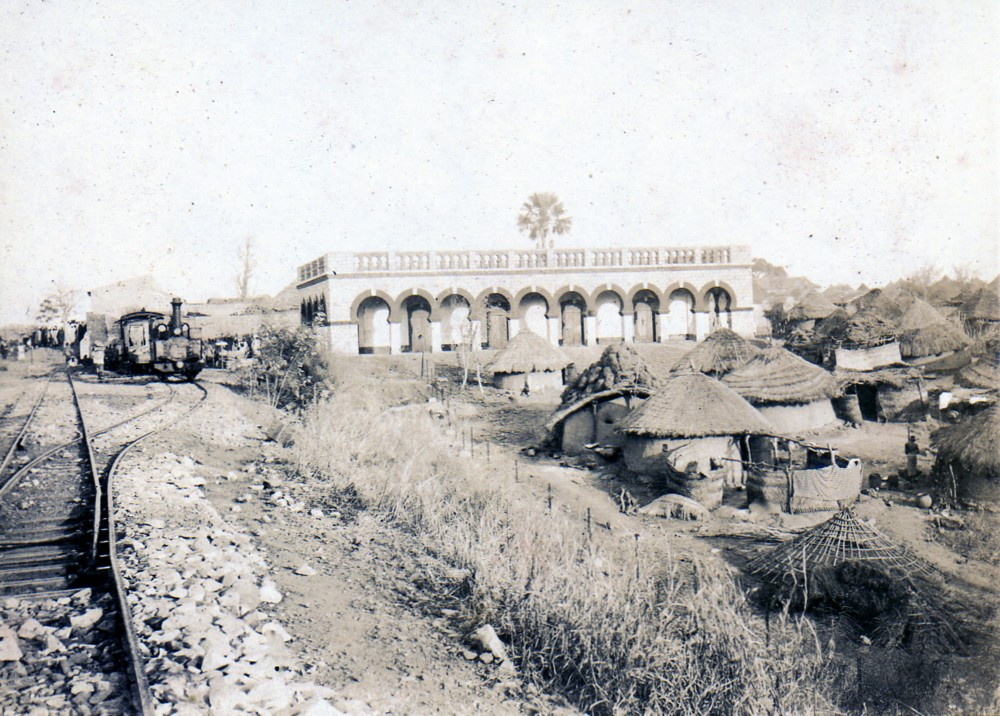
L'ancienne gare de Médine vers 1895